# 金佛山方竹
金佛山方竹（学名：Chimonobambusa utilis）为禾本科方竹属下的一个种。

## 扩展阅读
- 維基物種上的相關：金佛山方竹